# HD 130322
Mönch eller HD 130322 är en ensam stjärna belägen i den norra delen av stjärnbilden Jungfrun. Den har en skenbar magnitud av ca 8,04 och kräver åtminstone en stark handkikare eller ett mindre teleskop för att kunna observeras. Baserat på parallax enligt Gaia Data Release 2 på ca 31,3 mas, beräknas den befinna sig på ett avstånd på ca 104 ljusår (ca 32 parsek) från solen. Den rör sig närmare solen med en heliocentrisk radialhastighet på ca -12 km/s.

## Nomenklatur
Stjärnan HD 130322 gavs namnet Mönch på förslag av Schweiz i NameExoWorlds-kampanjen under 100-årsjubileet för IAU. Mönch är en av de främsta topparna i de Bernalperna.

## Egenskaper
HD 130322 är en orange till gul stjärna i huvudserien av spektralklass K0 V. Den har en massa som är ca 0,9 solmassor, en radie som är ca 0,9 solradier och har ca 0,6 gånger solens utstrålning av energi från dess fotosfär vid en effektiv temperatur av ca 5 400 K.

## Planetsystem
År 2000 upptäcktes en exoplanet, HD 130322 b, som kretsar runt stjärnan. Stjärnan roterar med en lutning av 76+14−42° relativt Jorden. Det har antagits att planetens bana delar den lutningen. Men flera "heta Jupiter" är kända för att ha en avvikande lutning i sitt banplan relativt stjärnans polaxel.
| Planet | Massa            | Halv storaxel (AE) | Siderisk omloppstid (d) | Excentricitet | Inklination | Radie |
| ------ | ---------------- | ------------------ | ----------------------- | ------------- | ----------- | ----- |
| b      | >1,089 ± 0,98 MJ | 0,0910 ± 0,053     | 10,70871 ± 0,00018      | 0,029 ± 0,016 | -           | -     |